# Distoleon subpunctulatus
Distoleon subpunctulatus är en insektsart som först beskrevs av Brauer 1869.  Distoleon subpunctulatus ingår i släktet Distoleon och familjen myrlejonsländor. Inga underarter finns listade i Catalogue of Life.